# 千葉中央郵便局
千葉中央郵便局（ちばちゅうおうゆうびんきょく）は千葉県千葉市中央区にある郵便局である。民営化前の分類では集配普通郵便局であった。

## 概要
住所：〒260-8799 千葉県千葉市中央区中央港1-14-1
なお、ゆうちょ銀行千葉店の名称の直営店は存在しない。近隣の直営店はゆうちょ銀行若葉店となる。

## 沿革
- 1978年（昭和53年）10月2日 - 千葉中央郵便局として、千葉市中央港一丁目に開局[1]。同日、千葉郵便局を千葉中郵便局に改称。
- 1992年（平成4年）8月3日 - 外国通貨の両替および旅行小切手の売買に関する業務取扱を開始[2]。
- 2007年（平成19年）10月1日 - 民営化に伴い、併設された郵便事業千葉支店、かんぽ生命保険千葉支店に一部業務を移管。
- 2008年（平成20年）8月27日 - JPローソン千葉中央郵便局店がオープン。
- 2012年（平成24年）10月1日 - 日本郵便株式会社の発足に伴い、郵便事業千葉支店を千葉中央郵便局に統合。
- 2014年（平成26年）7月22日 - かんぽ生命保険千葉支店が当局から千葉市中央区弁天1-15-3大宗北口ビルに移転[3]。

## 取扱内容

### 千葉中央郵便局
- 郵便、印紙、ゆうパック、内容証明
- 貯金、為替、振替、振込、国際送金、外貨両替・トラベラーズチェック、国債、投資信託 - 平日18時まで営業。
- 生命保険、バイク自賠責保険、自動車保険、変額年金保険、がん保険、引受条件緩和型医療保険 - 平日18時まで営業。
- ゆうちょ銀行ATM
- 郵便番号の上2桁が26、28、29の地域における地域区分局
- 千葉市中央区内全域（〒260-xxxx、若葉郵便局構内を除く）の集配業務。
- ゆうゆう窓口

## 風景印
- 表記は『千葉中央』
- 図案は『千葉ポートタワー』・『千葉都市モノレール』・『菜の花』
- 使用開始日は1988年（昭和63年）6月11日

### 過去の風景印
- 1978年（昭和53年）10月2日 - 1988年（昭和63年）6月10日
  - 表記は『千葉中央』
  - 図案は『千葉港』・『貨物船』・市の花『夾竹桃』
- 2007年（平成19年）10月1日 - 2012年（平成24年）9月30日
  - 表記は『千葉』
  - 図案は『千葉ポートタワー』・『千葉都市モノレール』・『菜の花』
民営化に伴いゆうゆう窓口に配備

## 周辺
- 千葉県立美術館
- 千葉中央警察署
- 千葉ポートタワー
- 千葉ポートパーク
- 国道357号

## アクセス
- JR京葉線、千葉都市モノレール1号線 千葉みなと駅から徒歩約11分
- 千葉中央バス 美術館中央郵便局停留所下車
- 駐車場あり：22台